# Raionul Kameanske, Dnipropetrovsk
Kameanske (în ucraineană Кам'янський район, transliterat: Kam'eanskîi raion) este un raion în regiunea Dnipropetrovsk, Ucraina. Are reședința la Kameanske.
Are o suprafață de 4.821,2 km². Populația este de 423.433 locuitori, determinată în 1 ianuarie 2022, prin bilanț demografic[*].